# Câmpineanca
Câmpineanca – wieś w Rumunii, w okręgu Vrancea, w gminie Câmpineanca. W 2011 roku liczyła 1992
mieszkańców.